# Мотога (Люблінське воєводство)
Мотога (пол. Motoga) — село в Польщі, у гміні Баранів Пулавського повіту Люблінського воєводства.
Населення — 38 осіб (2011).

## Демографія
Демографічна структура станом на 31 березня 2011 року:
|          | Загалом | Допрацездатний вік | Працездатний вік | Постпрацездатний вік |
| -------- | ------- | ------------------ | ---------------- | -------------------- |
| Чоловіки | 23      | 5                  | 15               | 3                    |
| Жінки    | 15      | 1                  | 7                | 7                    |
| Разом    | 38      | 6                  | 22               | 10                   |